# Jeannie C. Riley
Jeannie C. Riley (nacida como Jeanne Carolyn Stephenson, Stamford, 19 de octubre de 1945) es una cantante estadounidense de música country y gospel más conocida por su éxito country y pop «Harper Valley PTA» de 1968 (escrito por Tom T. Hall) que por solo una semana no alcanzó a ocupar simultáneamente la primera posición de las listas de música pop y música country en Billboard, y ganó su primer Premio Grammy a la mejor interpretación vocal country femenina. En años posteriores, tuvo éxitos moderados en las listas de música country, aunque no similares a «Harper Valley PTA».
Durante la década de 1970 incursionó en la música gospel.

## Discografía

### Álbumes
| Año  | Álbum                                  | Posiciones en listas | Posiciones en listas | Posiciones en listas | RIAA |
| Año  | Álbum                                  | US Country           | US                   | CAN                  | RIAA |
| ---- | -------------------------------------- | -------------------- | -------------------- | -------------------- | ---- |
| 1968 | Sock and Soul                          | —                    | —                    | —                    | —    |
| 1968 | Harper Valley PTA                      | 1                    | 12                   | 5                    | Oro  |
| 1969 | Yearbooks and Yesterdays               | 9                    | 187                  | —                    | —    |
| 1969 | Things Go Better with Love             | 14                   | 142                  | —                    | —    |
| 1970 | Country Girl                           | 25                   | —                    | —                    | —    |
| 1970 | Generation Gap                         | 34                   | —                    | —                    | —    |
| 1971 | The Girl Most Likely                   | —                    | —                    | —                    | —    |
| 1971 | Greatest Hits                          | 22                   | —                    | —                    | —    |
| 1971 | Jeannie                                | 34                   | —                    | —                    | —    |
| 1972 | Give Myself a Party                    | —                    | —                    | —                    | —    |
| 1972 | Down to Earth                          | 43                   | —                    | —                    | —    |
| 1972 | The World of Country                   | —                    | —                    | —                    | —    |
| 1973 | When Love Has Gone Away                | 40                   | —                    | —                    | —    |
| 1973 | Just Jeannie                           | —                    | —                    | —                    | —    |
| 1977 | From Nashville with Love               | —                    | —                    | —                    | —    |
| 1979 | Wings to Fly                           | —                    | —                    | —                    | —    |
| 1981 | From Harper Valley to the Mountain Top | —                    | —                    | —                    | —    |
| 1984 | Total Woman                            | —                    | —                    | —                    | —    |
| 1986 | Jeannie C. Riley                       | —                    | —                    | —                    | —    |
| 1991 | Here's Jeannie C. Riley                | —                    | —                    | —                    | —    |
| 1995 | Praise Him                             | —                    | —                    | —                    | —    |
| 1995 | The Best                               | —                    | —                    | —                    | —    |
| 2000 | Good Ol' Country                       | —                    | —                    | —                    | —    |

### Sencillos
| Año  | Sencillo                                     | Posiciones en listas | Posiciones en listas | Posiciones en listas | Posiciones en listas | Posiciones en listas | Posiciones en listas | Álbum                                  |
| Año  | Sencillo                                     | US Country           | CB Country           | CB Pop               | US                   | CAN Country          | CAN                  | Álbum                                  |
| ---- | -------------------------------------------- | -------------------- | -------------------- | -------------------- | -------------------- | -------------------- | -------------------- | -------------------------------------- |
| 1968 | «Harper Valley PTA»A                         | 1                    | 1                    | 1                    | 1                    | 1                    | 1                    | Harper Valley PTA                      |
| 1968 | «The Girl Most Likely»                       | 6                    | 1                    | 45                   | 55                   | 1                    | 34                   | Yearbooks and Yesterdays               |
| 1969 | «The Price I Pay to Stay»                    | 35                   | 32                   | —                    | —                    | 22                   | —                    | Sock and Soul                          |
| 1969 | «There Never Was a Time»                     | 5                    | 8                    | 81                   | 77                   | 12                   | 76                   | Things Go Better With Love             |
| 1969 | «Rib»                                        | 32                   | 37                   | 111                  | 111                  | —                    | —                    | Things Go Better With Love             |
| 1969 | «The Back Side of Dallas»                    | 33                   | —                    | —                    | —                    | —                    | —                    | Things Go Better With Love             |
| 1969 | «Things Go Better With Love»B                | 34                   | 32                   | 117                  | 111                  | 3                    | —                    | Things Go Better With Love             |
| 1970 | «Country Girl»                               | 7                    | 9                    | 150                  | 106                  | 16                   | —                    | Generation Gap                         |
| 1970 | «Duty Not Desire»                            | 21                   | 22                   | —                    | —                    | 13                   | —                    | Generation Gap                         |
| 1970 | «My Man»                                     | 60                   | —                    | —                    | —                    | —                    | —                    | Generation Gap                         |
| 1970 | «The Generation Gap»C                        | 62                   | 64                   | —                    | —                    | —                    | —                    | Generation Gap                         |
| 1971 | «Oh Singer»                                  | 4                    | 3                    | 61                   | 74                   | 5                    | 62                   | Jeannie                                |
| 1971 | «Good Enough to Be Your Wife»                | 7                    | 11                   | 51                   | 97                   | 22                   | 67                   | Jeannie                                |
| 1971 | «Roses and Thorns»                           | 15                   | 12                   | 115                  | —                    | 15                   | —                    | Jeannie                                |
| 1971 | «The Lion's Club»                            | —                    | —                    | —                    | —                    | 36                   | —                    | Sólo sencillo                          |
| 1971 | «Houston Blues»                              | 47                   | 53                   | —                    | —                    | —                    | —                    | Give Myself a Party                    |
| 1972 | «Give Myself a Party»                        | 12                   | 5                    | —                    | —                    | 37                   | —                    | Give Myself a Party                    |
| 1972 | «Good Morning Country Rain»                  | 30                   | 27                   | —                    | —                    | —                    | —                    | Give Myself a Party                    |
| 1972 | «One Night»                                  | 57                   | 52                   | —                    | —                    | —                    | —                    | Down on Earth                          |
| 1973 | «When Love Has Gone Away»                    | 44                   | 42                   | —                    | —                    | —                    | —                    | When Love Has Gone Away                |
| 1973 | «Hush»                                       | 51                   | 66                   | —                    | —                    | —                    | —                    | Just Jeannie                           |
| 1973 | «Another Football Year»                      | 57                   | —                    | —                    | —                    | —                    | —                    | single only                            |
| 1974 | «Missouri»                                   | —                    | —                    | —                    | —                    | —                    | —                    | Just Jeannie                           |
| 1974 | «Plain Vanilla» (con The Red River Symphony) | 89                   | —                    | —                    | —                    | —                    | —                    | Sólo sencillos                         |
| 1976 | «The Best I've Ever Had»                     | 94                   | 61                   | —                    | —                    | —                    | —                    | Sólo sencillos                         |
| 1976 | «Pure Gold»                                  | —                    | —                    | —                    | —                    | —                    | —                    | Sólo sencillos                         |
| 1977 | «Reach for Me»                               | —                    | —                    | —                    | —                    | —                    | —                    | Sólo sencillos                         |
| 1979 | «It's Wings That Make Birds Fly»             | —                    | —                    | —                    | —                    | —                    | —                    | Wings to Fly                           |
| 1982 | «From Harper Valley to the Mountain Top»     | —                    | —                    | —                    | —                    | —                    | —                    | From Harper Valley to the Mountain Top |
| 1984 | «Return to Harper Valley»                    | —                    | —                    | —                    | —                    | —                    | —                    | Total Woman                            |